# The Song Project
The Song Project se présente comme un coffret comprenant six 45 tours. À l'occasion de son 60e anniversaire, John Zorn a demandé à quelques chanteurs de son entourage (Jessie Harris, Sean Lennon, Sofia Rei, Mike Patton) d'écrire des textes sur certaines de ses compositions les plus mélodieuses. En 2013, ce projet s'est matérialisé lors de plusieurs concerts consacrés aux 60 ans du compositeur (Zorn@60). The Song Project a été joué entre autres en Australie, au Québec, en France, à New York, Varsovie, Londres etc. 

## Titres
| No | Titre                    | Durée |
| -- | ------------------------ | ----- |
|    | Disque 1                 |       |
| 1. | Flying Blind             | 2:05  |
| 2. | Sombra en el Espejo      | 5:20  |
|    | Disque 2                 |       |
| 1. | The Wind in the Clouds   | 3:54  |
| 2. | Perfect Crime            | 3:51  |
|    | Disque 3                 |       |
| 1. | Para Borrar tu Andar     | 4:25  |
| 2. | Kafiristan               | 3:19  |
|    | Disque 4                 |       |
| 1. | Do Not Let Us Forget     | 2:32  |
| 2. | La Despedida             | 3:32  |
|    | Disque 5                 |       |
| 1. | Burn take 1              | 1:24  |
|    | Burn take 2              | 1:23  |
| 2. | Waiting for Christmas    | 3:28  |
|    | Disque 6                 |       |
| 1. | The Man in the Blue Mask | 4:47  |
| 2. | Assassin’s Bay           | 4:53  |

## Personnel
- Cyro Baptista - percussions
- Joey Baron - batterie
- Trevor Dunn - basse
- Jessie Harris - chant
- John Medeski - orgue, piano, fender
- Mike Patton - chant
- Marc Ribot: guitare
- Kenny Wollesen: vibraphone
- Sofia Rei - chant